# Federica Cifola
Federica Cifola (Roma, 19 ottobre 1971) è un'imitatrice, comica, attrice e conduttrice radiofonica italiana.

## Carriera
Debutta nel mondo teatrale all'età di 19 anni interpretando la protagonista femminile de Il berretto a sonagli di Luigi Pirandello. Durante la sua carriera interpreta per autori quali Bertolt Brecht, Nikolaj Vasil'evič Gogol' e lavora assiduamente con la collega e amica Paola Minaccioni. Con lei, in particolare, conduce il programma radiofonico Venite già mangiati su RTL 102.5, e Piedi nudi su Radio Due. Sempre su Radio Due, partecipa alla trasmissione 610, condotta da Alex Braga insieme a Lillo e Greg, interpretando numerosi personaggi, le cui generalità sono la parodia del proprio vero nome. Tra questi, degna di nota è la poliedrica Federella Cifolin, sedicente attrice e scrittrice, costantemente impegnata in pseudo-provini e immaginari colloqui con importanti quanto misconosciuti addetti dello show-business, la quale, in attesa della imminente e definitiva consacrazione come stella di prima grandezza nel mondo dello spettacolo, è di volta in volta occupata come cameriera o commessa.
In televisione, Federica ha preso parte al programma Visitors di Gregorio Paolini, Assolo e Due sul divano di Fabio Di Iorio, BRA - Braccia rubate all'agricoltura di Serena Dandini, Sabato italiano con Pippo Baudo, Second Italy di Valentina Amurri e Linda Brunetta, fino ad approdare alla Gialappa's Band in Mai dire martedì. Nel 2008 ha partecipato al film Il cosmo sul comò con Aldo Giovanni e Giacomo. Dal 2013 è a Radio Due in Black Out, storico programma di e con Enrico Vaime, insieme a Neri Marcoré e il duo Nuzzo & Di Biase. Sempre nel 2013 è nel cast dell'ottava stagione di Un medico in famiglia in onda su Rai 1.
Nel programma The Show Must Go Off di Serena Dandini ha imitato l'allora ministro dell'interno Anna Maria Cancellieri. Nel 2015 è nel cast de Le frise ignoranti per la regia di Antonello De Leo e Pietro Loprieno.

## Filmografia

### Cinema
- Il cosmo sul comò, regia di Marcello Cesena (2008)
- Buongiorno papà, regia di Edoardo Leo (2013)
- Confusi e felici, regia di Massimiliano Bruno (2014)
- Le frise ignoranti, regia di Antonello De Leo (2015)
- Forever Young, regia di Fausto Brizzi (2016)
- Nove lune e mezza, regia di Michela Andreozzi (2017)
- Poveri ma ricchissimi, regia di Fausto Brizzi (2017)
- D.N.A. - Decisamente non adatti, regia di Lillo & Greg (2020)
- Vecchie canaglie, regia di Chiara Sani (2022)
- Il mammone, regia di Giovanni Bognetti (2022)
- Come può uno scoglio, regia di Gennaro Nunziante (2023)

- 30 anni (di meno), regia di Mauro Graiani (2024)

### Televisione
- Mai dire Martedì (2007) - serie TV
- 7 vite (2009) - serie TV
- Un medico in famiglia (2011-2013) - serie TV
- Genitori vs influencer, regia di Michela Andreozzi - film TV (2021)
- Un professore, regia di Alessandro D'Alatri e Alessandro Casale - serie TV (2021-in corso)
- Gloria, regia di Fausto Brizzi - serie TV, episodi 1x02-1x03 (2024)

## Programmi televisivi
- Audiscion (Rai 2, 2025)